# Jules Clément
Jules Clément est un sculpteur français né à Grandcamp et mort à Paris en 1871.

## Biographie
Jules Clément est né à Grandcamp (Eure). Élève de Dantan le Jeune, il a exposé plusieurs bustes, de 1866 à 1870. Il demeurait à Paris, 54, rue Saint-Lazare, à sa mort en 1871. Après sa mort, un buste en marbre sculpté par lui a figuré au Salon de 1872.